# Moolah Theatre and Lounge
Das Moolah Theatre in St. Louis, Missouri ist ein ehemaliger Versammlungsort der freimaurerischen Gruppierung der Shriners, der 2003–2004 in ein Kino- und Freizeitzentrum umgebaut wurde.

## Geschichte
Der stattliche Bau an der Adresse 3821 Lindell Boulevard in dem für die Versammlungsorte der Shriners typischen neo-maurischen Stil stammt aus der Blütezeit von St. Louis kurz vor dem Ersten Weltkrieg. Der damalige „Moolah Temple“ wurde 1913 eingeweiht. Bis Mitte der 1980er Jahre tagten die Shriners hier, dann wurde das Gebäude 1988 verkauft und versank in einen langjährigen Dornröschenschlaf. Die Renovierung als Großkino im alten Stil kostete über $ 17 Millionen und erhielt viel Lob wegen der Erhaltung eines traditionellen Wahrzeichens der Stadt.